# Myriophyllum tenellum
Myriophyllum tenellum är en slingeväxtart som beskrevs av Bigel.. Myriophyllum tenellum ingår i släktet slingor, och familjen slingeväxter. Inga underarter finns listade i Catalogue of Life.